# Dagmar König

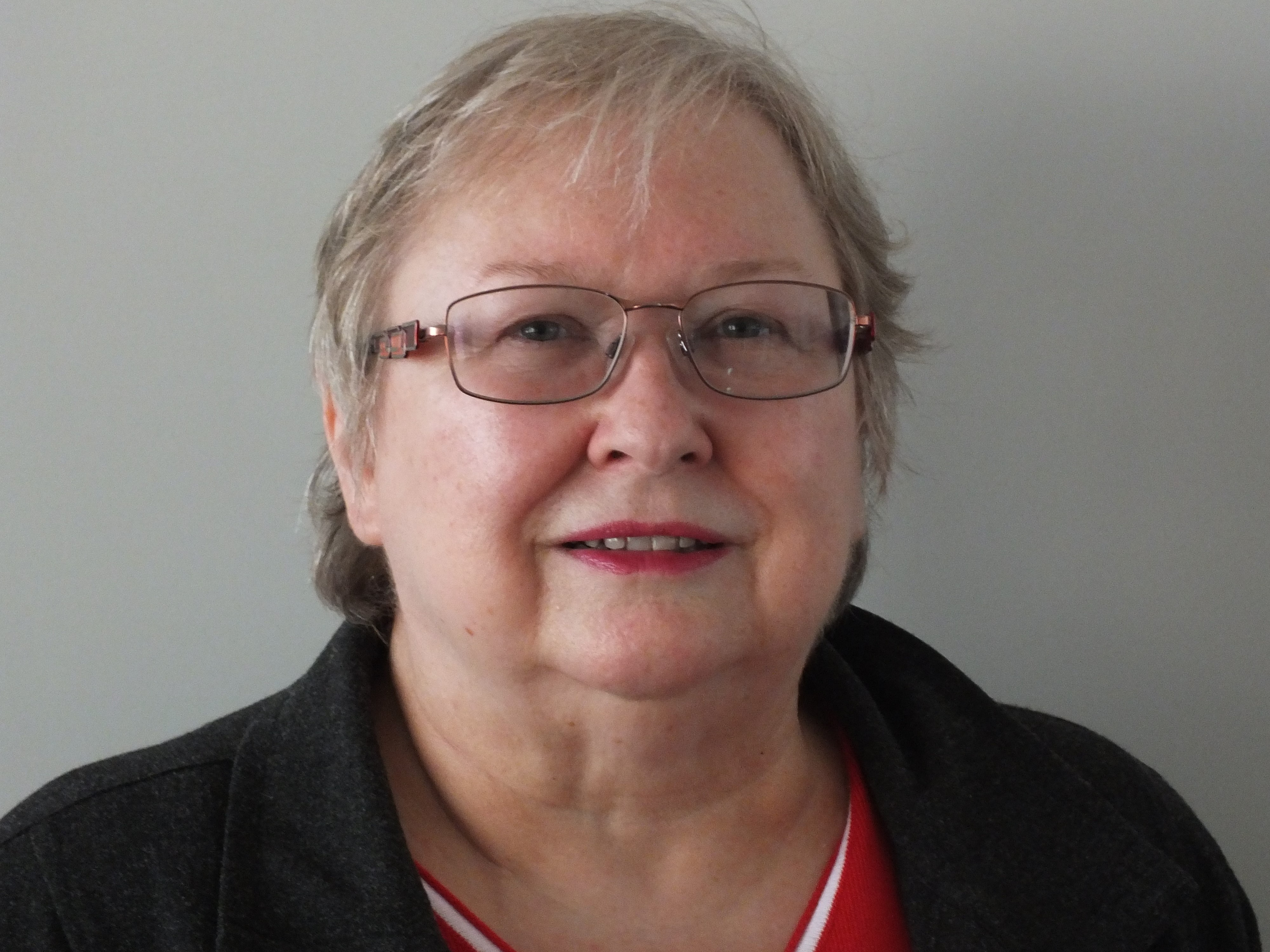
Dagmar König August 2018

Dagmar König (* 3. November 1955 in West-Berlin) ist eine deutsche Gewerkschafterin und Politikerin (CDU). Sie war von 2017 bis September 2023 im Bundesvorstand der Vereinten Dienstleistungsgewerkschaft (ver.di) und war alternierende Vorsitzende des Vorstandes der Deutschen Rentenversicherung Bund. 2023 ist sie wieder in den Vorstand der Rentenversicherung Bund gewählt worden.

## Leben
Aufgewachsen ist sie in Berlin-Wilmersdorf und hat dort die Ernst-Habermann-Grundschule besucht und im Anschluss das Marie-Curie-Gymnasium. Danach studierte sie Geschichte und Geografie an der Technischen Universität Berlin.

## Berufliche Tätigkeit
Von 1987 an war sie fast 30 Jahre für das Bezirksamt Wilmersdorf, später Charlottenburg-Wilmersdorf tätig, beginnend als Frauenbeauftragte (1987–1998), zuletzt von 2013 bis 2016 als Bezirksstadträtin für Bürgerdienste, Weiterbildung, Kultur, Hochbau und Immobilien. Ehrenamtlich hat sie sich im Personalrat und in der Frauenvertretung im Bezirksamt Charlottenburg-Wilmersdorf engagiert und gehört langjährig dem Kuratorium der Louise-Schroeder-Medaille des Berliner Abgeordnetenhauses und dem Stiftungsvorstand der Jugend- und Familienstiftung des Landes Berlin an. 1990 wurde sie Mitglied der Gewerkschaft DAG, einer Vorläuferorganisation von ver.di.
Im ver.di Bundesvorstand ist Dagmar König für die Arbeitsmarktpolitik und Sozialpolitik der Gewerkschaft verantwortlich. Zu diesem Bereich gehören u. a. Altersicherungspolitik (u. a. Thema: Altersarmut), Arbeitsmarktpolitik, Arbeits- und Gesundheitsschutz, Erwerbslosen, Teilhabepolitik und Schwerbehindertenvertretung und Migranten.
Dagmar König ist in ver.di außerdem verantwortlich für die soziale Selbstverwaltung und damit auch für die Sozialwahlen 2017. Sie hat auf der ver.di-Liste für die Deutsche Rentenversicherung (DRV) Bund kandidiert. Anschließend wurde sie zur alternierenden Vorstandsvorsitzenden der DRV Bund und in den Bundesvorstand der Deutschen Rentenversicherung Bund gewählt. Sie hat mit der Internet-Plattform „Sozialversicherung-watch“ einen bundesweiten Dialog zwischen den Mitgliedern der Selbstverwaltung in verschiedenen Trägern der Sozialversicherung und den dort Versicherten hergestellt. An den Personalversammlungen der Deutschen Rentenversicherung nimmt sie regelmäßig teil, um über ihre Vorstandsarbeit zu berichten und Anregungen der Beschäftigten aufzunehmen.

## Politik
Seit frühester Jugend ist sie politisch aktiv und seit 1979 Mitglied der CDU. In der Jungen Union war sie in verschiedenen Funktionen, unter anderem Kreisvorsitzende in Wilmersdorf und von 1981 bis 1987 Bezirksverordnete in der Bezirksverordnetenversammlung. In der CDU nimmt sie diverse Funktionen auf Orts-, Kreis-, Landes- und Bundesverbandsebene (Bundesparteitagsdelegierte) wahr und ist Vorsitzende des Forums Integration, Arbeit und Soziales der CDU Berlin. Seit 1981 ist sie Mitglied der Christlich-Demokratischen Arbeitnehmerschaft (CDA) und 2013 bis 2019 Landesvorsitzende der CDA Berlin, stellvertretende Bundesvorsitzende der CDA und der Frauen in der CDA sowie der Arbeitsgemeinschaft ver.di und CDA (CDU) / CSA (CSU).
Beim Bundeskongress 2019 in Leipzig wurde wie mit 77,2 Prozent der Stimmen wieder gewählt.
König ist Spitzenkandidatin der ver.di-Liste Deutsche Rentenversicherung Bund für die Sozialwahlen 2023.
Sie wohnt in Berlin.